# Ein Lied geht um die Welt (film 1958)
Ein Lied geht um die Welt è un film del 1958 diretto da Géza von Bolváry che è conosciuto anche con il titolo Die Joseph-Schmidt-Story.

## Produzione
Il film fu prodotto dalla Neubach Film.

## Distribuzione
Distribuito dalla Constantin Film, il film fu presentato in prima il 14 novembre 1958 all'Europa-Palast di Francoforte.